# 国鉄コ10形貨車
国鉄コ10形貨車（こくてつコ10がたかしゃ）は、かつて日本国有鉄道に在籍した、事業用貨車（衡重車）である。

## 概要
1928年（昭和3年）、鉄道省大宮工場で1両（コ10）のみ製作された、橋梁の荷重試験車で、鉄道技術研究所に配属（常備駅は国立駅）された。
構造は他に類のない特異なもので、車両中央部に直径1,750mmの車輪を設け、その前後に1軸ずつを配した三軸車である。いずれの輪軸も板ばねにより支持されている。全長は6,978mm（車体長5,900mm）、全幅は2,200mm、全高は2,586mm、軸距は1,900mm×2で、自重は30tである。車体上には、ガソリンエンジンと燃料タンク、水タンク、手ブレーキを配置している。
試験時には、前後の車輪を吊り上げ、釣合錘を調整してバランスを保ち、中央の車輪のみで橋梁に負荷をかけつつ転動させ、橋梁のたわみ量を測定した。
本形式は、1956年（昭和31年）3月10日に廃車となった。